# Chartreuse de Montmerle

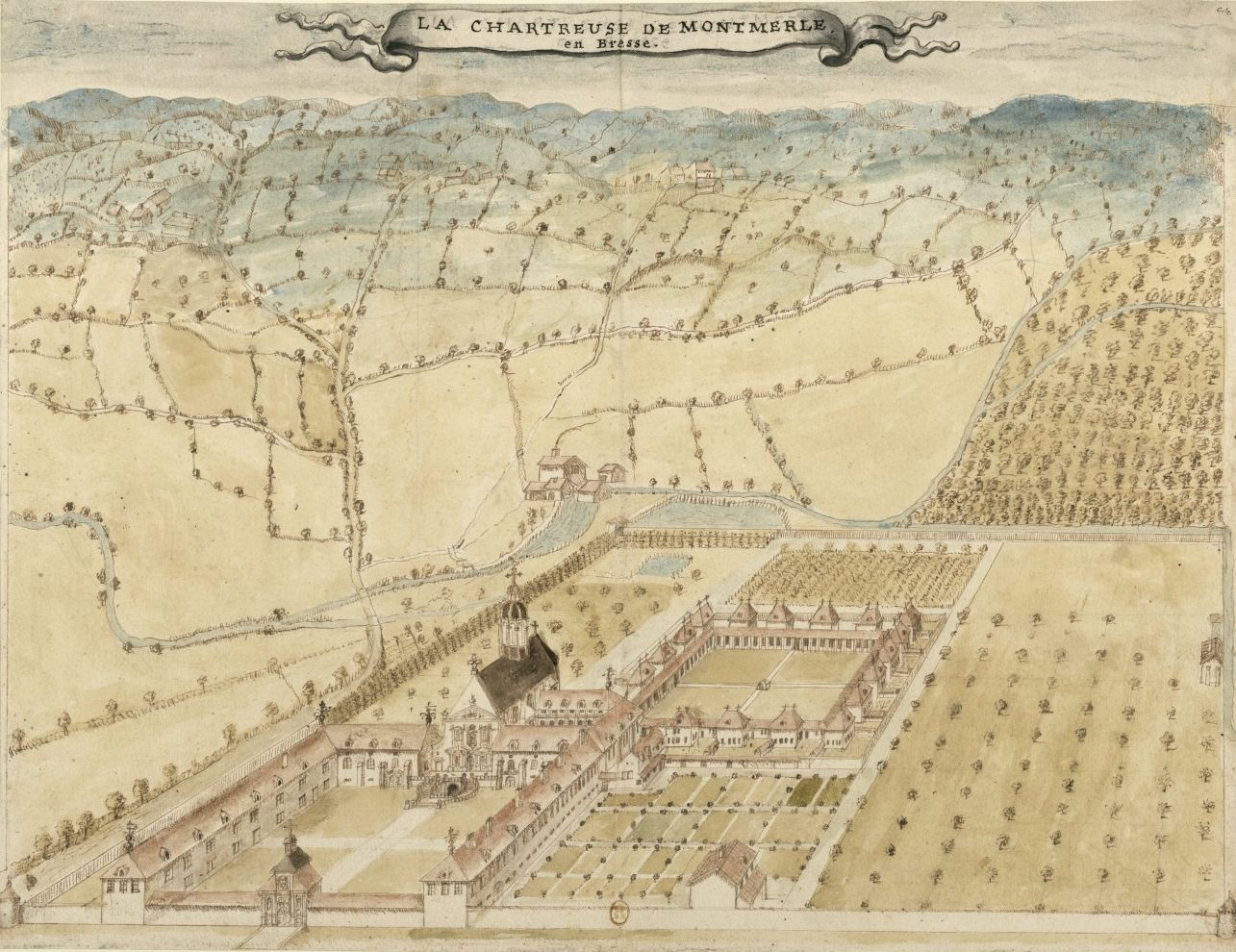
Zeichnung von Louis Boutan, 1695–1713

Chartreuse Notre-Dame de Montmerle du Val-Saint-Étienne ist ein ehemaliges Kartäuserkloster in Lescheroux im Département Ain der französischen Region Auvergne-Rhône-Alpes.

## Geschichte
1070 wurde das Kloster, wie das Priorat Seillon, als Benediktinerpriorat der Abtei Joug-Dieu gegründet. Dieses ging an die Kartäuser über und im Jahr 1210 folgte Montmerle dessen Beispiel. Die heftige Gegenreaktion der Abtei konnte erst durch einen Vergleich im Jahr 1220 geschlichtet werden. Eine päpstliche Bulle aus dem Jahr 1222 bestätigt die Beilegung dieses Streits, durch die der Abtei Joug-Dieu fast alle ihre Besitztümer jenseits der Saône entzogen werden.
Montmerle war die reichste Kartause in der Bresse. Als solche half sie den übrigen Kartausen der Gegend, insbesondere während der Französisch-Savoyischen Kriege. Sie wurde jedoch durch die Eroberung der Franche-Comté durch Richelieu (Zehnjähriger Krieg) auf die Probe gestellt.
Später wurde die Kartause an einem neuen Standort weiter vom Fluss entfernt neu errichtet und 1664 vom Konvent bezogen. Das alte Kloster wurde in einen Bauernhof umgewandelt. Durch die Wahl dieses isolierten Standortes oberhalb des Val Saint-Etienne und der Mühle von Veyriat konnte die Gemeinschaft nach der Regel des heiligen Bruno wieder als „Einsiedler in der Wüste“ leben. Montmerle wurde das mächtigste der acht Häuser in der Bresse und der Bugey.
Beim Ausbruch der Französischen Revolution war die Chartreuse de Montmerle ein wohlhabendes Kloster. Am 13. Februar 1790 verkündete die verfassunggebende Nationalversammlung die Aufhebung der Ordensgelübde, die Auflösung religiöser Orden sowie zahlreicher Klöster. Die Kartause entschied sich zwar für das weitere gemeinsame Zusammenleben, der Konvent musste sich jedoch mit Ablauf der gesetzlichen Frist im Oktober 1792 trennen. Durch den Verkauf geistlichen Eigentums als „Nationalvermögen“ gelangten viele architektonische Schätze in die Hände von Revolutionären und Profiteuren der berüchtigten Bande noire, die konfiszierte Güter zu niedrigen Preisen kauften, um sie mit Gewinn weiterzuverkaufen.
Heute ist die Kartause eine Ruine.

## Priore
- Ogier, erster Prior.
- Bernard Guayraud oder Gayrard (Gayrardi) († 1557), Profess von Cahors, Prior von Glandier im Jahr 1554, Prior von Villefranche, Prior von Montmerle und Visitor der Provinz Burgund[3][4]
- Philippe, im Orden Bruno, Jayr († 1695), geboren in Bourg-en-Bresse, Profess in Lyon, 8. September 1647; Prior von Montmerle, von Lyon vom 20. Dezember 1676 bis 29. Mai 1686, von Portes; Koadjutorrektor in Ripaille von 1694 bis 1695; in diesem Haus gestorben[5]